# دودلي إيفانز
دودلي إيفانز (1 ديسمبر 1886 - 18 ديسمبر 1972 في المملكة المتحدة)  (بالإنجليزية: Dudley Evans)‏ هو لاعب كريكت بريطاني (وحمل سابقاً جنسية المملكة المتحدة لبريطانيا العظمى وأيرلندا). لعب مع نادي مقاطعة هامبشاير للكريكت ‏.

## وصلات خارجية
- دودلي إيفانز على موقع إي آس بي آن كريك إنفو (الإنجليزية)